# 毕达哥拉斯
毕达哥拉斯（希臘語：Πυθαγόρας，前570年—前495年）是一名古希腊哲学家、数学家和音乐理论家，毕达哥拉斯主义的创立者。他認為數學可以解釋世界上的一切事物，對數字癡迷到幾近崇拜；同時認為一切真理都可以用比例、平方及直角三角形去反映和證實：譬如主張平方數"100"意味「公正」。畢達哥拉斯主義描述畢達哥拉斯和追隨者所持的秘教和形上學的思想學說的術語，他們都深受數學所影響，如數秘術和數字神秘主義的生命靈數、彩虹數字學、生命藍圖數字學。

## 理論

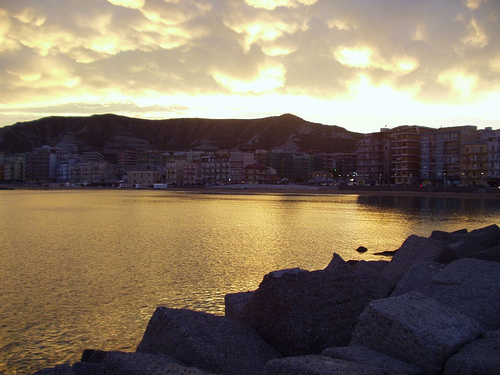
畢達哥拉斯在薩摩斯島不堪沉重的壓力下，他來到位於大希臘（今日義大利南部）的南方沿岸的克羅頓。

毕达哥拉斯的哲学思想受到俄耳甫斯教的影响，具有一些神秘主义因素。从他开始，希腊哲学开始产生了数学的传统。毕氏曾用数学研究乐律，而由此所产生的“和谐”的概念也对以后古希腊的哲学家有重大影响。毕达哥拉斯还是勾股定理（又称毕达哥拉斯定理）發現者（不是最先的）。
在宇宙论方面，毕达哥拉斯结合了米利都学派以及自己有关数的理论。他认为存在着许多但有限个世界，并坚持大地是圆形的，不过则抛弃了米利都学派的地心说。
地圓說，是一種認為大地是球形的理論。畢達哥拉斯第一次提出大地是球體這一概念。
毕达哥拉斯对数学的研究还产生了后来的理念论和共相论。即有了可理喻的东西与可感知的东西的区别，可理喻的东西是完美的、永恒的，而可感知的东西则是有缺陷的。这个思想被柏拉图发扬光大，并从此一直支配着哲学及神学思想。

## 素食主義
畢達哥拉斯認為只應該食用供奉用的肉，反對吃用其他肉類如魚和雞，其背後的原因可能是因為信仰輪迴，認為動物和人類一樣有靈魂。有些古文獻中描述畢達可拉斯是嚴格的素食者，甚至迴避廚師和獵人，但另一些文獻則說畢達哥拉斯接受肉食，只禁止吃農耕用的牛和羊，或者會吃供奉用的肉，並鼓勵運動員大量吃肉。
在奧維德的小說《變形記》中，畢達哥拉斯在一場演說中請求聽眾吃素，此書在1567年被翻譯成英文後，帶起了現代西方的素食運動。至1840年代出現「素食主義」（英語：vegetarianism）這個詞之前，素食者在英文中的名稱是「畢達哥拉斯派」（Pythagorean）。